# Чемпионат России по тхэквондо 2011
Чемпионат России по тхэквондо 2011 года среди мужчин и женщин проходил с 8 по 13 ноября в каспийском Дворце спорта им. Али Алиева. В соревнованиях приняли участие представители 52 регионов. Параллельно проходил второй чемпионат России по паратхэквондо. Соревнования посетил Президент Республики Дагестан Магомедсалам Магомедов и первый заместитель председателя правительства Дагестана Низами Казиев. 

## Медалисты

### Мужчины
| Весовая категория | Золото                                                  | Серебро                                  | Бронза                                                                             |
| ----------------- | ------------------------------------------------------- | ---------------------------------------- | ---------------------------------------------------------------------------------- |
| до 54 кг          | Алексей Лукьянов · Башкортостан                         | Сейфулла Магомедов · Дагестан            | Шалва Шубутидзе · Новосибирская область Никита Кулемин · Санкт-Петербург           |
| до 58 кг          | Алексей Денисенко · Ростовская область · Башкортостан   | Магомедясин Ибрагимов · Дагестан         | Ренат Тухватуллин · Санкт-Петербург Иван Мурадашвили · Санкт-Петербург             |
| до 63 кг          | Вячеслав Минин · Челябинская область                    | Магомед Оздамиров · Москва               | Михаил Козыч · Камчатский край Хаджимурад Эчилов · Дагестан                        |
| до 68 кг          | Константин Минин · Челябинская область                  | Максим Барановский · Челябинская область | Ибрагим Мехтиев · Дагестан Василий Никитин · Санкт-Петербург                       |
| до 74 кг          | Алиасхаб Сиражов · Дагестан                             | Саид Устаев · Карачаево-Черкесия         | Ян Конюхов · Пермский край Магомед Магомедов · Дагестан                            |
| до 80 кг          | Айдемир Шахбанов · Дагестан                             | Никита Коротков · Челябинская область    | Гамзат Абумуслимов · Дагестан Иван Плотников · Челябинская область                 |
| до 87 кг          | Гаджи Умаров · Дагестан                                 | Радик Исаев · Дагестан                   | Махмадгири Мальсагов · Ингушетия Иван Никитин · Санкт-Петербург                    |
| свыше 87 кг       | Роман Кузнецов · Московская область · Иркутская область | Юрий Кириченко · Дагестан                | Арсен Цинаридзе · Татарстан Олег Кузнецов · Московская область · Иркутская область |

### Женщины
| Весовая категория | Золото                                        | Серебро                                  | Бронза                                                                       |
| ----------------- | --------------------------------------------- | ---------------------------------------- | ---------------------------------------------------------------------------- |
| до 46 кг          | Юлия Кустова · Челябинская область            | Анна Соболева · Москва                   | Патимат Абакарова · Дагестан Татьяна Савельева · Москва                      |
| до 49 кг          | Кристина Гривачева · Москва                   | Светлана Игуменова · Воронежская область | Екатерина Пулина · Карелия Александра Лычагина · Москва                      |
| до 53 кг          | Ирина Козлова · Воронежская область           | Анастасия Ложкина · Карелия              | Анна Шахова · Челябинская область Виктория Яковлева · Ульяновская область    |
| до 57 кг          | Анастасия Могильникова · Свердловская область | Марина Дроздова · Красноярский край      | Екатерина Мусихина · Северная Осетия Екатерина Кужелева · Краснодарский край |
| до 62 кг          | Марина Чешуина · Санкт-Петербург              | Валерия Хрипушина · Воронежская область  | Дарья Иванова · Смоленская область Кристина Хафизова · Москва                |
| до 67 кг          | Анастасия Гурская · Санкт-Петербург           | Юлия Коленкова · Санкт-Петербург         | Мария Бармасова · Новосибирская область Мария Ефремова · Москва              |
| до 73 кг          | Анастасия Барышникова · Челябинская область   | Гузель Абдуллаева · Челябинская область  | Заира Алиева · Дагестан Юлия Лебедева · Татарстан                            |
| свыше 73 кг       | Александра Потапова · Челябинская область     | Янина Костицына · Санкт-Петербург        | Светлана Толкунова · Москва Юлия Пантелеева · Челябинская область            |